# Нікарагуанське песо
Нікарагуанське песо (ісп. Peso) — грошова одиниця Нікарагуа в 1878-1912.

## Історія
У колоніальний період в обігу перебували іспанські та іспано-американські монети. У період входження до складу Сполучених Провінцій Центральної Америки в обігу - монети федерації, які продовжували звертатися і після виходу в 1838 Нікарагуа зі складу федерації.
У 1856-1857 Вільям Вокер, що захопив посаду президента Нікарагуа, випускав перші паперові гроші Нікарагуа — «військові розписки» в 25 і 50 доларів.
У 1870 прийнятий закон про введення нікарагуанського песо, що дорівнює 100 сентаво і прирівняний до 5 французьких франків.
У 1878 розпочато випуск монет у сентаво.
2 квітня 1879 прийнято декрет про випуск банкнот казначейства, випуск яких розпочато в 1880.
У 1888 розпочато випуск банкнот Банку Нікарагуа та Сільськогосподарського та торговельного банку.
На початку XX століття грошовий обіг Нікарагуа фактично поділений на дві зони. На атлантичному узбережжі в обігу переважно використовувалися золоті та срібні монети, на заході країни – паперові гроші.
20 березня 1912 прийнято закон про уніфікацію грошового обігу, яким вводилася нова грошова одиниця (кордоба) і здійснено перехід до золотого стандарту. Песо обмінювалося на кордоби у співвідношенні 121⁄2 :1. Частина старих банкнот із надруками нового номіналу продовжували деякий час використовуватися в обігу.

## Монети та банкноти
Чеканились монети в 1, 5, 10, 20 сентаво.
Випускалися банкноти:
- казначейства Нікарагуа - 5, 10, 20, 50 сентаво, 1, 5, 10, 25, 50, 100 песо[5];
- Банку Нікарагуа - 50 сентаво, 1, 5, 10, 50, 100 песо;
- Сільськогосподарського та торгового банку - 50 сентаво, 1, 5, 25, 50, 100 песо[6].